# Нянза
Нянза е една от осемте провинции на Кения. Разположена е в западната част на страната. Включва част от езерото Виктория. Граничи с Уганда и Танзания. Границата на провинцията с Уганда е изцяло водна - минава по езерото Виктория. Нянза е населена главно от етническата група луо. Други етнически групи, говорещи езици Банту, също живеят в провинцията. Това са племената гусии, курия, лухя и др. Името Нянза идва от езика на племето сукума, което живее около танзанийския бряг на езерото Виктория и означава много вода.
Столицата на провинция Нянза е град Кисуму, третият по големина в Кения. Площта ѝ е 16 162 км2, а населението, според преброяването през 1999, е приблизително 4,4 млн. души. Разделена е на 18 района.
Климатът е влажен тропичен.

## Езици
Най-масово говореният език в Нянза е езика луо, нилски език, който произхожда от южен Судан и се говори от етническата група луо, населяваща провинцията.
Други говорими езици в Нянза са гусии, лухя, куриа и официалните езици в Кения суахили и английски.